# Vince Clarke

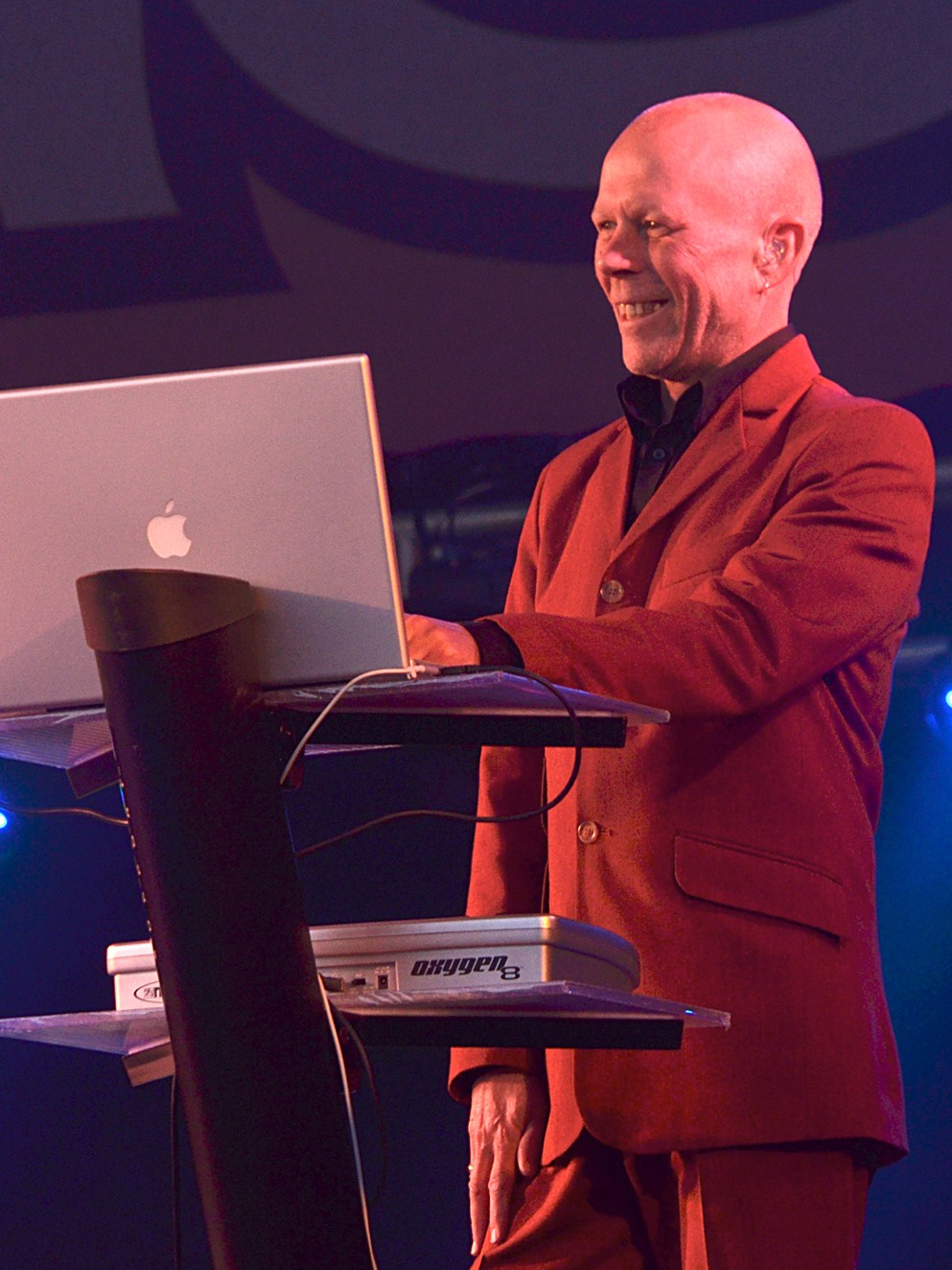
Vince Clarke (2011)

Vince Clarke (* 3. Juli 1960 in South Woodford, London, als Vincent John Martin) ist ein britischer Popmusiker. Er gründete die Bands Depeche Mode, Yazoo, The Assembly und ist Mitglied der Duos Erasure und VCMG.

## Biografie

### Anfänge und Privatleben
Clarke wuchs in Basildon im Südosten Englands auf und lernte als Jugendlicher, Violine und Klavier zu spielen. In den späten 1970er Jahren trat Clarke zusammen mit seinem Schulfreund Andrew Fletcher unter dem Bandnamen No Romance in China auf. 1979 gründete er mit Fletcher und Martin Gore die Band French Look, die sie kurz darauf in Composition of Sound umbenannten. Vince Clarke trat dabei als Sänger der Band auf.
Clarke war seit 2004 mit der Amerikanerin Tracy Hurley, Schwester der Independent-Filmemacherin Tonya Hurley, verheiratet. 2005 wurde ein Sohn geboren.
Seit 2012 lebte die Familie in Brooklyn, New York, USA.
Tracy starb im Januar 2024 an Magenkrebs.

### Bands und Kollaborationen
1980 stieß Dave Gahan zu Composition of Sound und übernahm den Gesangspart. Kurz darauf änderte die Gruppe ihren Namen in Depeche Mode. Bevor die Debütsingle Dreaming of Me Anfang 1981 veröffentlicht wurde, nahm Vince den Künstlernamen Clarke an. Nach den weiteren Singles New Life und Just Can’t Get Enough, die den Durchbruch für die Band in England brachten, wurde das erste Album Speak & Spell veröffentlicht. Clarke schrieb den Großteil der Lieder. Doch bereits kurze Zeit später, im Dezember 1981, verließ er die Band.
Nach dem Ausstieg bei Depeche Mode tat sich Clarke mit seiner Schulfreundin Alison Moyet als Sängerin für das Duo Yazoo zusammen. Die beiden veröffentlichten zwei Alben und erreichten eine Reihe von Hits, darunter Don’t Go und Only You (Platz 3 und 2 in Großbritannien). Yazoo trennte sich 1983, Moyet verfolgte eine Solokarriere. 2009 kam es für eine Konzerttournee zu einer Wiedervereinigung, 2010 erschien das Album Reconnected Live. Nachdem sich Yazoo aufgelöst hatte, gründete Clarke mit Eric Radcliffe The Assembly (Gesang: Feargal Sharkey). Die erste und einzige Single Never Never erschien 1983 und erreichte in Großbritannien Platz 4 in den Charts. Mit Paul Quinn veröffentlichte er 1985 den Song One Day.

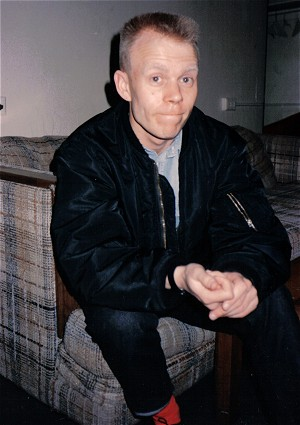
Vince Clarke, 1986

1985 gab Clarke eine Anzeige im Fachmagazin Melody Maker auf, in der er nach einem Sänger suchte. Aus Tausenden von Bewerbungen entschied er sich für Andy Bell, mit dem er seitdem als Duo Erasure auftritt. Bis 2005 kam das Duo 17 Mal in die Top Ten der britischen Single-Charts, fünf Alben erreichten die Top-Position. 2020 wurde Vince Clarke zusammen mit Depeche Mode in die Rock and Roll Hall of Fame aufgenommen. Im selben Jahr erschien das achtzehnte Erasure-Studio-Album The Neon, das Platz 4 der britischen Charts erreichte.

### Weitere Projekte
- 1982 gründete Clarke zusammen mit dem Yazoo-Produzenten und späteren Partner in The Assembly Eric Radcliffe das Plattenlabel Reset Records. Bis 1987 erschienen acht teilweise von ihm selbst produzierte Singles, unter anderem von Robert Marlow.
- Zusammen mit Martyn Ware gründete er die Firma Illustrious Company. Die beiden veröffentlichten die Alben Pretentious (1999) und Spectrum Pursuit Vehicle (2001). Das gesamte Werk aus den ersten zehn Jahren der Illustrious Company wurde in einer limitierten CD-Box mit zehn CDs unter dem Titel House of Illustrious im Jahr 2012 veröffentlicht.
- 1998 nahm er zusammen mit Phil Creswick (Ex-Big Fun) und Jason Creasy unter dem Namen Family Fantastic das Album Nice! auf, das 2000 in den USA veröffentlicht wurde. 2001 wurde ein weiteres Album mit dem Titel Wonderful aufgenommen.
- 2001 erschien in England die limitierte Single Knock on Your Door. An dem Projekt waren Phil Creswick, Nigel Lewis und K. van Green beteiligt.
- 1997 schrieb Clarke die Musik zu dem Film A Dirty Little Business. Der Film, in dem Erasure-Partner Andy Bell eine Nebenrolle übernahm, erschien 2001 in England auf DVD. 2000 komponierte er die Musik für die Filme Blood und Bullfighter. Die Filme sind seit 2003 und 2005 in den USA auf DVD erhältlich. In dieser Zeit schrieb er auch die Musik für mehrere Kurzfilme von Tonya Hurley, der Schwester seiner Frau.
- Seit 1988 fertigt er in unregelmäßigen Abständen Remixe für andere Musiker an, unter anderem für Alison Moyet, Andy Bell, Betty Boo, Franz Ferdinand, Happy Mondays, Nitzer Ebb, Polly Scattergood, Rammstein, Rosenstolz, Simple Minds, Sparks, Goldfrapp sowie Depeche Mode.
- 2011 gründete er zusammen mit seinem ehemaligen Bandkollegen Martin Gore von Depeche Mode das Minimal-Techno-Projekt VCMG. Das erste Album mit dem Titel Ssss erschien im März 2012.
- 2015 arbeitete er mit Jean-Michel Jarre an zwei Stücken für dessen Album Electronica.

## Diskografie
Für die vollständigen Diskografien der einzelnen Bands siehe

### Studioalben
| Jahr | Titel            | Höchstplatzierung, Gesamtwochen, AuszeichnungChartsChartplatzierungen (Jahr, Titel, Platzierungen, Wochen, Auszeichnungen, Anmerkungen) | Anmerkungen                             |
| Jahr | Titel            | DE | Anmerkungen                             |
| ---- | ---------------- | --- | --------------------------------------- |
| 2009 | Deeptronica      | — | Erstveröffentlichung: 2009              |
| 2023 | Songs of Silence | DE54 (1 Wo.)DE | Erstveröffentlichung: 17. November 2023 |

### Singles (Auswahl)
| Jahr | Titel Album | Höchstplatzierung, Gesamtwochen, AuszeichnungChartsChartplatzierungen (Jahr, Titel, Album, Platzierungen, Wochen, Auszeichnungen, Anmerkungen) | Anmerkungen                                        |
| Jahr | Titel Album | UK | Anmerkungen                                        |
| ---- | ----------- | --- | -------------------------------------------------- |
| 1985 | One Day –   | UK99 (1 Wo.)UK | Erstveröffentlichung: 10. Juni 1985 mit Paul Quinn |

### Remixe
Von folgenden Titeln erstellte Vince Clarke für andere Künstler Remix-Versionen:
| - 1988: Happy Mondays – WFL (Wrote for Luck) - 1990: Betty Boo – 24 Hours (Oratronic Mix) - 1991: Fortran 5 – Heart on the Line (V.C. Mix) - 1991: Habit – Power - 1992: Nitzer Ebb – Ascend (Anonymous Mix) - 1992: The Wolfgang Press – Angel - 1992: Betty Boo – I’m on My Way (The Batman and Robin Mix) - 1993: The Time Frequency – Real Love ’93 - 1994: Sparks – When Do I Get to Sing "My Way" (Vince Clarke Remix & Vince Clarke Extended Remix) - 1994: Alison Moyet – Whispering Your Name (A Remix) - 1995: Egebamyasi – Remont (Vince Version) - 1995: Wubble-U – Down – Get ’Em Down (Vince Clarke Remix) - 1997: White Town – Wanted (Single) - 2001: Marlow – My Teenage Dream (Stealth Mix) - 2001: Marlow – No Heart (Vince Clarke 2001 Dance Mix) - 2002: Simple Minds – Homosapien - 2005: Andy Bell – Crazy (Vince Clarke Remix) - 2005: Rammstein – Mann Gegen Mann (Popular Music Mix) - 2006: Rosenstolz – Nichts von alledem (tut mir leid) (Mixed Up Mix & Maxed Up Mix) - 2006: Noirhaus – It’s Over (Vince Clarke Remix) - 2009: The Saturdays – Issues (Vince Clarke Extended & Vince Clarke Radio Edit) - 2009: Marlow – Home (Vince Clarke’s Starstruck Mix) - 2009: Polly Scattergood – Other Too Endless (Vince Clarke Remix) - 2009: Franz Ferdinand – No You Girls (Vince Clarke Remix) - 2009: The Presets – If I Know You (Vince Clarke Remix) - 2009: Space Cowboy – Falling Down (Vince Clarke Remix) - 2009: A Place to Bury Strangers – In Your Heart (Vince Clarke Remix) - 2009: Ash – True Love 1980 (Vince Clarke Remix) - 2010: Andy Bell – Call on Me (Vince Clarke Remix) - 2010: Andy Bell – Non-Stop (Vince Clarke Remix) - 2010: Goldfrapp – Believer (Vince Clarke Remix & Vince Clarke Remix Edit) - 2011: Billie Ray Martin – Sweet Suburban Disco (Vince Clarke Remix) - 2011: Depeche Mode – Behind the Wheel (Vince Clarke Remix) - 2011: Plastikman – Elektrostatik (Vince Clarke Remix) - 2012: Liars – No.1 Against the Rush (Vince Clarke Remix) - 2012: VCMG – Aftermaths (Vince Clarke Remix) - 2012: Kidnap Kid – Lazarus Taxon (Vince Clarke Remix) - 2013: Chad Valley – Up & Down (Vince Clarke Remix) - 2013: Dido – End of Night (Vince Clarke Remix) | - 2013: Blancmange – Living on the Ceiling (Vince Clarke Remix) - 2014: Polly Scattergood – Subsequently Lost (Vince Clarke Remix) - 2014: Bleachers – I Wanna Get Better (Vince Clarke Remix) - 2014: Future Islands - Doves (Vince Clarke Remix) - 2015: Simon Lowery – I Am an Astronaut (Vince Clarke Remix) - 2016: Nitzer Ebb – Once You Say (Vince Clarke Remix) - 2016: Andy Bell – My Precious One (Vince Clarke Remix) - 2016: Reed & Caroline - Electrons (Vince Clarke Remix) - 2017: Bright Light Bright Light – Running Back to You (Vince Clarke Remix) - 2017: Miss Kittin, Dubfire – Ride (Vince Clarke Remix) - 2017: The Overlords – God’s Eye (Vince Clarke Looney Remix, Oozay Remix) - 2017: Alka – Truncate (Vince Clarke Remix) - 2018: Ladytron – The Animals (Vince Clarke Remix) - 2018: Robert Görl – Part 1 (Vince Clarke Remix) - 2018: Lanah P – Pistol in My Pocket (Erasure 2018 Mix) - 2018: Reed & Caroline – Before (Vince Clarke Remix) - 2018: Soft Cell – Bedsitter (Erasure Remix) - 2018: Space – Magic Fly (Vince Clarke Rework) - 2018: Benjamin Lowery – Imagine (Vince Clarke Remix) - 2019: James Yorkston – Shallow (Vince Clarke Remix) - 2019: All Hail The Silence – The Alarm (Vince Clarke Remix) - 2019: Fujiya & Miyagi – Fear Of Missing Out (Vince Clarke Remix) - 2019: Orchestral Manoeuvres in the Dark - Almost (Vince Clarke Remix) - 2020: International Teachers Of Pop - Femenenergy (Vince Clarke Remix) - 2020: Yova – Rain (Vince Clarke Remix) - 2020: Alka – Faito (Vince Clarke Remix) - 2021: Tiny Magnetic Pets – Automation (Vince Clarke Remix) - 2021: Saint Etienne – Blue Kite (Vince Clarke Remix) - 2021: Xqui - Martha (Vince Clarke Remix) - 2022: Johnny Marr - Spirit Power & Soul (Vince Clarke Remix) - 2023: Klaus Nomi - Nomi Song (Vince Clarke Remix) - 2023: Hifi Sean & David McAlmont - Real Thoughts In Real Time (Vince Clarke Version) und (Vince Clarke Extended Version) - 2024: Blossoms - To Do List (After The Breakup) [Ft. Findlay] (Vince Clarke Remix) - 2024: Warrington Runcorn New Town Development Plan - A Shared Sense Of Purpose (Vince Clarke Remix) - 2025: The Hidden Cameras - Undertow (Vince Clarke Remix) - 2025: James Yorkston – A Moment Longer (Vince Clarke Remix) |